# Imeem
imeem è stato un servizio multimediale sociale via internet gratuito dove gli utenti interagivano tra di loro guardando, commentando e condividendo contenuti multimediali (testo, video, audio e immagini). Lanciato nell'ottobre del 2004, aveva una struttura di ricerca simile a Flickr e YouTube. Lavorava su un modello di business basato sulla pubblicità.